# آلیس گلس (ئی‌پی)
آلیس گلس نخستین آلبوم چندآهنگه از خواننده-ترانه‌پرداز کانادایی آلیس گلس می‌باشد که در ۱۸ اوت سال ۲۰۱۷ از سوی لوما ویستا رکوردینگز منتشر گردید. این ئی‌پی اولین پروژهٔ انفرادی گلس پس از استعفای وی از گروهٔ موسیقی الکترونیک کریستال کاستلز در سال ۲۰۱۴ می‌باشد.